# Закревскис, Карлис
Карлис Викторович Закревскис (латыш. Kārlis Zakrevskis; род. 20 сентября 1993 года) — латвийский игрок в хоккей с мячом и шайбой.

## Карьера

### Хоккей с шайбой
Играл в хоккей в составе рижских команд «Перконс», ЛСПА и «Призма», а также «Озолниеки/Монарх», «Юрмала» и «Лиепая». Провёл один матч за сборную — 10 ноября 2018 года на турнире Baltic Challenge Cup против сборной Румынии.

### Хоккей с мячом
Также играет в хоккей с мячом в составе «Призмы».
На чемпионате мира 2015 года привлекался в латвийскую сборную. В группе В участвовал в 6 играх. Команда стала победителем турнира и получила путёвку в дивизион А на чемпионате мира 2016 года. А в группе А, где сборная Латвии заменила сборную Украины, принял участие в 3 играх.